# Џејмс Мејсон
Џејмс Мејсон (енгл. James Mason; Хадерсфилд, 15. мај 1909 — Лозана, 27. јул 1984) био је енглески глумац.

## Филмографија
| Улоге Џејмса Мејсона |                                |               |                          |          |
| Година               | Српски назив                   | Изворни назив | Улога                    | Напомена |
| 1937.                | Пожар над Енглеском            |               | Хилари Вејн              |          |
| 1951.                | Пандора и Летећи Холанђанин    |               | Хендрик ван дер Зе       |          |
| 1952.                | 5 прстију                      |               | Јулисиз Дијело / Цицерон |          |
| 1953.                | Јулије Цезар                   |               | Марко Јуније Брут        |          |
| 1954.                | Двадесет хиљада миља под морем |               | капетан Немо             |          |
| 1959.                | Север-северозапад              |               | Филип Вандам             |          |
| 1962.                | Лолита                         |               | Хамберт Хамберт          |          |
| 1964.                | Пад Римског царства            |               | Тимонид                  |          |
| 1978.                | Момци из Бразила               |               | Едуард Сиберт            |          |